# Wechsler Intelligence Scale for Children

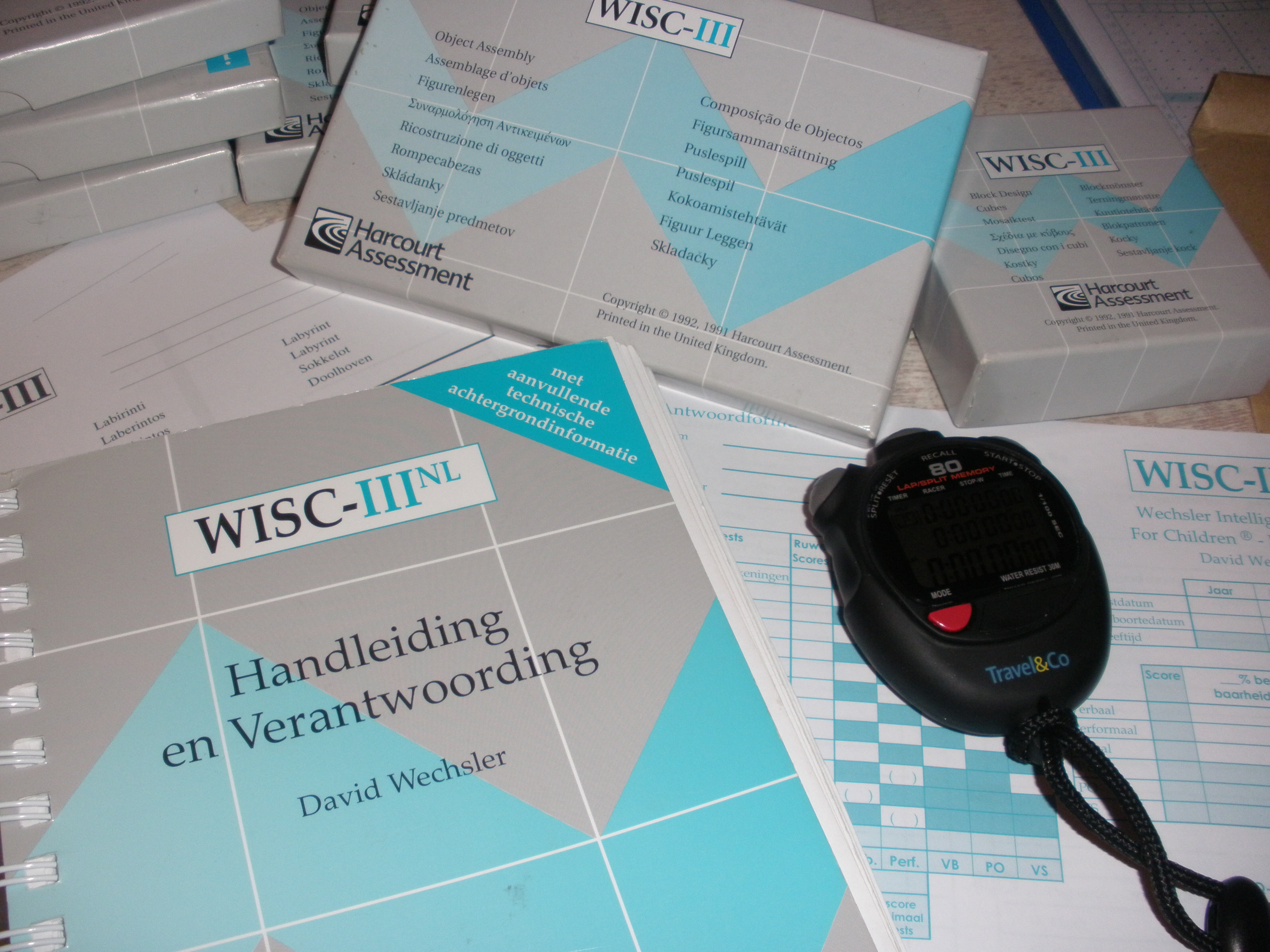
WISC-III

La Wechsler Intelligence Scale for Children (WISC) è uno strumento clinico e diagnostico per la valutazione delle abilità intellettuali dei bambini dai 6 ai 16 anni e 11 mesi. Il quoziente d'intelligenza viene calcolato come quoziente di deviazione. La somministrazione del test richiede circa 70 minuti ed è individuale. La particolarità del test consiste nel fatto che non è necessario saper leggere o scrivere per poterlo effettuare. La WISC è utilizzata in ambito sia psicologico sia neuropsichiatrico.

## Storia
La WISC fu creata da David Wechsler nel 1949 originariamente come estensione verso il basso della Wechsler Adult Intelligence Scale. Furono poi realizzate nuove versioni: la WISC-R nel 1974 e la WISC-III nel 1991. L'attuale versione (WISC-IV) è del 2003. Ogni nuova versione ha avuto come scopo quello di compensare il cosiddetto effetto Flynn.
David Wechsler creò anche la scala primaria di intelligenza per i bambini in età prescolare, la Wechsler Preschool and Primary Scale of Intelligence (WPPSI), utilizzata con i bambini dai 3 agli 8 anni.
La versione utilizzata attualmente in Italia (WISC-IV) è stata standardizzata nel 2012 da Arturo Orsini, Lina Pezzuti e Laura Picone su un campione di 2200 soggetti 6,0-16,11 anni, suddivisi in 11 gruppi di età di un anno.
| Scala Wechsler | Anno di pubblicazione | Anno di pubblicazione in Italia |  | Curatore italiano                   |  |
| -------------- | --------------------- | ------------------------------- |  | ----------------------------------- |  |
| WISC           | 1949                  | 1956                            |  | Falorni, M. L.                      |  |
| WISC-R         | 1974                  | 1986                            |  | Rubini, V.; Padovani, F.            |  |
| WISC-III       | 1991                  | 2006                            |  | Orsini, A.; Picone, L.              |  |
| WISC-IV        | 2003                  | 2012                            |  | Orsini, A.; Pezzuti, L.             |  |
| WISC-V         | 2014                  | 2024                            |  | Pezzuti, L; Lang, M; Traficante, D. |  |

Tabella comparativa sulla standardizzazione italiana delle scale Wechsler.

## WISC-III
La WISC-III è una scala composta da 12 subtest divisi in due gruppi: subtest verbali e subtest di performance. La somministrazione avviene alternando una prova della scala verbale ad una prova della scala di performance. I subtest selezionano diverse abilità mentali (memoria, ragionamento astratto, percezione, etc.) che tutte insieme vanno a concorrere all'abilità intellettiva generale (quoziente d'intelligenza).
L'abilità del bambino è sintetizzata attraverso tre diversi punteggi:
- QI verbale (QIV): somma dei punteggi ponderati dei subtest verbali.
- QI di performance (QIP): somma dei punteggi ponderati dei subtest di performance.
- QI totale (QIT): combinazione dei punteggi ai subtest verbali e di performance.

La WISC-III fornisce inoltre quattro quozienti di deviazione fattoriale (QDF):
- Comprensione verbale (CV).
- Organizzazione percettiva (OP).
- Libertà dalla distraibilità (LD).
- Velocità di elaborazione (VE).

Tra parentesi è indicata la posizione del subtest nell'ordine di somministrazione:

### Subtest verbali
- Informazione (2)
- Somiglianze (4)
- Ragionamento aritmetico (6)
- Vocabolario (8)
- Comprensione (10)
- Memoria di cifre (12)[7]

### Subtest di performance
- Completamento di figure (1)
- Cifrario (3)
- Riordinamento di storie figurate (5)
- Disegno con i cubi (7)
- Ricostruzione di oggetti (9)
- Ricerca di simboli (11)[8]

## WISC-IV
La WISC-IV è uno strumento composto da 15 prove (10 principali e 5 supplementari) suddivise in quattro gruppi (o Indici): prove verbali, prove di ragionamento visuo-percettivo, prove di memoria a breve termine (uditiva o verbale) e prove di velocità di elaborazione. La somministrazione avviene alternando le diverse prove di ciascun Indice. I punteggi conseguiti ai subtest permettono il computo di un punteggio composito generale (QI) e di quattro punteggi compositi parziali che valutano specifici domini cognitivi [Indice di Comprensione verbale (ICV), Indice di Ragionamento visuo-percettivo (IPR), Indice di Memoria di lavoro (IML), Indice di Velocità di elaborazione (IVE)].

## Utilizzo
La WISC è usata prevalentemente per ottenere informazioni oggettive inerenti alle difficoltà di apprendimento.
Tuttavia, grazie alla possibilità di interpretazione qualitativa delle risposte fornite ai subtest, può essere un utile strumento per la valutazione neuropsicologica. Meno frequentemente il test è utilizzato per identificare bambini con un alto quoziente intellettivo.

### Italiana
- David Wechsler, Scala d'intelligenza Wechsler per bambini, Firenze, Organizzazioni Speciali, 1987. (non disponibile)
- Lucia Boncori, Teoria e tecniche dei test, Torino, Bollati Boringhieri, 1993, ISBN 978-88-339-5499-8.
- Margherita Lang, Paola Di Pierro, Clara Michelotti, Chiara Squarza, WISC-IV. Wechsler Intelligence Scale for Children: lettura dei risultati e interpretazione clinica, Milano, Raffaello Cortina Editore, 2017, ISBN 978-88-6030-878-8.
- Francesco Padovani, La WISC-III nella consultazione clinica, Firenze, Giunti Editore, 2006, ISBN 978-88-09-05005-1.
- Francesco Padovani, La WISC-III. Contributo alla taratura italiana, Firenze, Giunti Editore, 2009, ISBN 978-88-09-04727-3.

### Inglese
- David Wechsler, WISC-III: Wechsler intelligence scale for children, New York, The Psychological Corporation, 1991. ISBN non esistente
- Alan S. Kaufman, Intelligent Testing with the WISC-III, New York, Wiley, 1994, ISBN 978-0-471-57845-1.
- Aurelio Prifitera, WISC-III Clinical Use and Interpretation : Scientist-Practitioner Perspectives (Practical Resources for the Mental Health Professional), St. Louis (MO), Academic Press, 1997, ISBN 978-0-12-564930-8.